# Кирияківка
Кирия́ківка — село в Україні, у Градизькій селищній громаді Кременчуцького району Полтавської області. Населення на 1 січня 2024 становить 239 осіб. Площа населеного пункту — 306,7 га.

## Географія
Село розташоване за 6 км від лівого берега Кременчуцького водосховища. На відстані 1,5 км розташовані села Мар'їне і Посмашнівка. Поруч проходить автомобільна дорога Н08. Біля села знаходиться ставок з загальною площею поверхні близько 1 гектара.

## Історія
З 1814 року село згадується під назвою Кирияківка, на честь його засновника пана Кириякова. До цього носило назву Майданівка[джерело?].
У 1967 році в селі проживало 1 665 осіб. Кирияківській сільраді тоді були підпорядковані села Вишеньки, Магерівка, Неходівка, Пелехівщина, Посмашнівка. У селі розташовувався колгосп імені XXII з’їзду КПРС, який мав 3 007 гектарів землі. Було розвинуте рільництво й тваринництво. Вирощували пшеницю, кукурудзу, цукрові буряки, соняшник, махорку. У селі також були 2 млини, олійниця, цегельний завод, восьмирічна школа, бібліотека, клуб, історико-краєзнавчий музей.

## Населення
Станом на 1 січня 2011 року населення села становить 357 осіб з кількістю дворів — 162.
- 2001 — 470
- 2011 — 357

Мовний склад села станом на 2001 рік: українська мова - 439, угорська мова - 14, російська мова - 13, молдовська мова - 3, білоруська мова - 1.

### Мова
Розподіл населення за рідною мовою за даними перепису 2001 року:
| Мова       | Кількість | Відсоток |
| ---------- | --------- | -------- |
| українська | 439       | 93.40%   |
| угорська   | 14        | 2.98%    |
| російська  | 13        | 2.77%    |
| румунська  | 3         | 0.64%    |
| білоруська | 1         | 0.21%    |
| Усього     | 470       | 100%     |

## Економіка
В селі розташоване ТОВ «Рост-Агро»

## Інфраструктура
В селі працює
- поштове відділення
- магазин продовольчих товарів

Село газифіковане.

## Відомі люди
- Майборода Роман Георгійович — український співак (баритон).
- Білоус Юхим Іванович[5] — борець (похований в с. Кирияківка), уродженець села Білоусівка.